# Five Star
Five Star (auch bekannt als 5 Star) war eine britische Pop- und R&B-Gruppe aus Romford, Greater London. Sie wurde 1983 gegründet und setzte sich aus den Brüdern und Schwestern Stedman, Lorraine, Denise, Doris und Delroy Pearson zusammen. Die Gruppe war bekannt für ihr glamouröses Image, markante, passende Kostüme und schwierige Choreografien und erlangte zwischen 1985 und 1988 eine Reihe von Top-40-Platzierungen, sowohl bei den Singles als auch bei den Alben in Großbritannien.

## Biografie
Die Gruppe von fünf Geschwistern aus der Stadt Romford in Essex wurde von ihrem Vater, Buster Pearson (geboren in Jamaika und früherer Musiker von Wilson Pickett), gegründet, der ebenso als ihr Manager auftrat. Pearson brachte auf seinem eigenen Label Tent Records Inc. das Material der Gruppe heraus. Als vermeintliche britische Version der Jacksons hatte Five Star viele Hits in den britischen Charts, wobei die größten Erfolge 1986 mit den Top-10-Singles System Addict, Can’t Wait Another Minute und Find the Time (beide von Richard James Burgess produziert) sowie Rain or Shine (geschrieben von Denise) erreicht wurden. Weitere Top-10-Hits, Stay Out of My Life (geschrieben von Denise) und The Slightest Touch, folgten 1987, genau wie ein BRIT Award als beste britische Band. Im selben Jahr erschien auch das dritte Album Between the Lines.
Ihr blitzsauberes Image machte die Gruppe populär bei Presse und Plattenkäufern. Boulevardblätter brachten Geschichten über den Alltag und private Affären der Pearsons, besonders von Lorraines Verlobung mit Eddie Murphy 1988. Die Gruppe zog in ein größeres Anwesen, Stone Court in Berkshire, komplett mit Überwachungskameras und Alarmanlagen an den Sicherheitstoren. Dieser offenkundige Versuch ihres Vaters, Five Star von der Öffentlichkeit fernzuhalten, führte nur zu noch größerem Interesse und Artikeln von „privaten Nachtclubs“ und „Neverland-ähnlichen Vergnügungsparks“ zur privaten Nutzung der Geschwister.
1988 meinte die Gruppe, sie hätten den Sound, der sie namhaft gemacht hat, ausgereizt, und änderte ihre Richtung hin zu einem erwachseneren, in Leder gekleideten Disco/Rock/Dance Sound (begonnen mit der von Leon Sylvers III produzierten Single Another Weekend). Der Erfolg des Albums Rock the World war nur mäßig, die Platten verkauften sich schlechter als die früheren Veröffentlichungen.
An diesem Punkt verringerte sich die Popularität der Gruppe rapide und Ende 1989 schaffte die Greatest-Hits-Kompilation nur Platz 53 in den Albumcharts. Ebenfalls 1989 hatte die Band einen berüchtigten Auftritt in der britischen Fernsehshow Going Live, wo sie von einem Teenager telefonisch beleidigt wurde. Da man offenbar im Clinch mit RCA lag, verpflichtete man sich bei Epic Records für das folgende Jahr und produzierte zu Hause das selbst geschriebene Album Five Star. Trotz intensiver Werbung waren die beiden ausgekoppelten Singles Treat Me Like a Lady und Hot Love Flops, die geplante dritte Single What About Me, Baby? wurde aufgeschoben und die Veröffentlichung des Albums in Großbritannien abgebrochen. Auf der Suche nach frischen Gelegenheiten und einer neuen Hörerschicht zog die Band in den späten 1990ern nach Amerika, wobei auch Berichte über ihren Bankrott erschienen.
1991 veröffentlichte man das glatte, amerikanisch klingende Album Shine und 1994 das gediegenere, ausgereifte Heart and Soul, das einen deutlichen R&B-Einschlag hatte. Im folgenden Jahr brachte Five Star das Album auch in Großbritannien heraus. Anschließend machte die Gruppe ihre erste größere Pause von der Musikszene. Denise heiratete und bekam Kinder und Delroy beschäftigte sich als Produzent.
2001 erreichte die 31. offizielle Singleauskopplung, Funktafied, Platz 99 in den amerikanischen R&B-Charts und blieb 10 Wochen in den R&B/HipHop-Charts mit Platz 26 als höchste Platzierung. Five Star kehrte 2002 als Trio, das aus Stedman, Denise und Lorraine bestand, zurück nach Großbritannien, um diverse Touren zu bestreiten, inklusive der Here-and-Now-Tour 2002. 2005 wurde System Addict wiederveröffentlicht. Eine geplante Neuauflage von The Slightest Touch im selben Jahr wurde wieder verworfen. Pläne einer Wiedervereinigung aller fünf Mitglieder für ein Comeback und die Veröffentlichung von neuem Material wurden 2006/2007 diskutiert. Teil dieser Pläne waren ein lukrativer Vertrag, eine landesweite Tour und eine Fernsehdokumentation. Die Verhandlungen kamen allerdings zum Erliegen. Nach einem Auftritt im Urlaubsresort Butlin’s im Oktober 2006, für das alle fünf Mitglieder bezahlt wurden, aber nur drei Imitatoren in der Nacht auftauchten, gab Lorraine ihren Abschied aus der Gruppe bekannt, während Stedman, Denise und Doris an Solokarrieren arbeiteten.
Im März 2007 brachte die Plattenfirma der Band, Sony BMG, eine brandneue Kompilation all ihrer bekanntesten Musikvideos namens Five Star Performance auf DVD heraus, die Platz 25 in den DVD Musikcharts erreichte.
Seit 2. Januar 2009 tritt Denise im Musical Thriller – Live im Lyric Theatre im West End auf.

## Diskografie

### Alben
| Jahr | Titel             | Höchstplatzierung, Gesamtwochen, AuszeichnungChartplatzierungen (Jahr, Titel, Platzierungen, Wochen, Auszeichnungen, Anmerkungen) | Höchstplatzierung, Gesamtwochen, AuszeichnungChartplatzierungen (Jahr, Titel, Platzierungen, Wochen, Auszeichnungen, Anmerkungen) | Höchstplatzierung, Gesamtwochen, AuszeichnungChartplatzierungen (Jahr, Titel, Platzierungen, Wochen, Auszeichnungen, Anmerkungen) | Höchstplatzierung, Gesamtwochen, AuszeichnungChartplatzierungen (Jahr, Titel, Platzierungen, Wochen, Auszeichnungen, Anmerkungen) | Höchstplatzierung, Gesamtwochen, AuszeichnungChartplatzierungen (Jahr, Titel, Platzierungen, Wochen, Auszeichnungen, Anmerkungen) | Anmerkungen                                                                                              |
| Jahr | Titel             | DE | CH | UK | US | R&B | Anmerkungen                                                                                              |
| ---- | ----------------- | --- | --- | --- | --- | --- | --- |
| 1985 | Luxury of Life    | — | — | UK12 Platin · (70 Wo.)UK | US57 (47 Wo.)US | R&B4 (55 Wo.)R&B | Produzenten: Bernard Oattes, Rob van Schaik, Nick Martinelli, Billy Livsey, Steve Harvey, Richard Hewson |
| 1986 | Silk & Steel      | DE51 (5 Wo.)DE | CH17 (5 Wo.)CH | UK1 ×4Vierfachplatin · (58 Wo.)UK                                                                                                 | US80 (25 Wo.)US | R&B22 (27 Wo.)R&B | Produzenten: Buster Pearson, Richard James Burgess                                                       |
| 1987 | Between the Lines | — | CH27 (1 Wo.)CH | UK7 Silber · (17 Wo.)UK | — | — | Produzenten: Dennis Lambert, Buster Pearson, Richard James Burgess, Five Star                            |
| 1988 | Rock the World    | — | — | UK17 Silber · (5 Wo.)UK | — | R&B91 (5 Wo.)R&B | Produzenten: Leon Sylvers III, Aaron Zigman, Jerry Knight, Buster Pearson, Delroy Pearson                |

Weitere Alben
- 1990: Five Star
- 1991: Shine
- 1994: Heart and Soul
- 2001: Eclipse

### Kompilationen
| Jahr | Titel                     | Höchstplatzierung, Gesamtwochen, AuszeichnungChartplatzierungen (Jahr, Titel, Platzierungen, Wochen, Auszeichnungen, Anmerkungen) | Höchstplatzierung, Gesamtwochen, AuszeichnungChartplatzierungen (Jahr, Titel, Platzierungen, Wochen, Auszeichnungen, Anmerkungen) | Höchstplatzierung, Gesamtwochen, AuszeichnungChartplatzierungen (Jahr, Titel, Platzierungen, Wochen, Auszeichnungen, Anmerkungen) | Höchstplatzierung, Gesamtwochen, AuszeichnungChartplatzierungen (Jahr, Titel, Platzierungen, Wochen, Auszeichnungen, Anmerkungen) | Höchstplatzierung, Gesamtwochen, AuszeichnungChartplatzierungen (Jahr, Titel, Platzierungen, Wochen, Auszeichnungen, Anmerkungen) | Anmerkungen |
| Jahr | Titel                     | DE | CH | UK | US | R&B | Anmerkungen |
| ---- | ------------------------- | --- | --- | --- | --- | --- | ----------- |
| 1989 | Five Star’s Greatest Hits | — | — | UK53 Silber · (3 Wo.)UK | — | — |             |
| 2019 | Gold                      | — | — | UK43 (1 Wo.)UK | — | — |             |

Weitere Kompilationen
- 1984: Rare 12" Versions
- 1985: Dub 12" Versions
- 1986: Rain or Shine
- 1987: Greatest Hits & Pics
- 1994: The Best Of
- 1998: Greatest Hits
- 2004: Legends (3 CDs)
- 2013: The Collection (2 CDs)
- 2013: The Remix Anthology (2 CDs)

### Singles
| Jahr | Titel Album                                   | Höchstplatzierung, Gesamtwochen, AuszeichnungChartplatzierungen (Jahr, Titel, Album, Platzierungen, Wochen, Auszeichnungen, Anmerkungen) | Höchstplatzierung, Gesamtwochen, AuszeichnungChartplatzierungen (Jahr, Titel, Album, Platzierungen, Wochen, Auszeichnungen, Anmerkungen) | Höchstplatzierung, Gesamtwochen, AuszeichnungChartplatzierungen (Jahr, Titel, Album, Platzierungen, Wochen, Auszeichnungen, Anmerkungen) | Höchstplatzierung, Gesamtwochen, AuszeichnungChartplatzierungen (Jahr, Titel, Album, Platzierungen, Wochen, Auszeichnungen, Anmerkungen) | Höchstplatzierung, Gesamtwochen, AuszeichnungChartplatzierungen (Jahr, Titel, Album, Platzierungen, Wochen, Auszeichnungen, Anmerkungen) | Höchstplatzierung, Gesamtwochen, AuszeichnungChartplatzierungen (Jahr, Titel, Album, Platzierungen, Wochen, Auszeichnungen, Anmerkungen) | Anmerkungen                              |
| Jahr | Titel Album                                   | DE | CH | UK | US | R&B | Dance | Anmerkungen                              |
| ---- | --------------------------------------------- | --- | --- | --- | --- | --- | --- | ---------------------------------------- |
| 1985 | All Fall Down Luxury of Life                  | — | — | UK15 (12 Wo.)UK | US65 (11 Wo.)US | R&B16 (19 Wo.)R&B | Dance6 (13 Wo.)Dance | Erstveröffentlichung: 22. April 1985     |
| 1985 | Let Me Be the One Luxury of Life              | — | — | UK18 (9 Wo.)UK | US59 (9 Wo.)US | R&B2 (19 Wo.)R&B | Dance9 (12 Wo.)Dance | Erstveröffentlichung: 8. Juli 1985       |
| 1985 | Love Take Over Luxury of Life                 | — | — | UK25 (9 Wo.)UK | — | R&B9 (14 Wo.)R&B | Dance30 (8 Wo.)Dance | Erstveröffentlichung: 2. September 1985  |
| 1985 | R. S. V. P. Luxury of Life                    | — | — | UK45 (5 Wo.)UK | — | — | — | Erstveröffentlichung: 4. November 1985   |
| 1986 | System Addict Luxury of Life                  | DE19 (12 Wo.)DE | CH7 (9 Wo.)CH | UK3 Silber · (11 Wo.)UK | — | — | — | Erstveröffentlichung: 30. Dezember 1985  |
| 1986 | Can’t Wait Another Minute Silk & Steel        | DE29 (8 Wo.)DE | CH16 (6 Wo.)CH | UK7 (10 Wo.)UK | US41 (14 Wo.)US | R&B7 (18 Wo.)R&B | Dance5 (13 Wo.)Dance | Erstveröffentlichung: 31. März 1986      |
| 1986 | Find the Time Silk & Steel                    | DE42 (8 Wo.)DE | CH14 (5 Wo.)CH | UK7 (10 Wo.)UK | — | — | — | Erstveröffentlichung: 14. Juli 1986      |
| 1986 | Rain or Shine Silk & Steel                    | — | — | UK2 Silber · (11 Wo.)UK | — | — | — | Erstveröffentlichung: 1. September 1986  |
| 1986 | If I Say Yes Silk & Steel                     | — | — | UK15 (9 Wo.)UK | US67 (11 Wo.)US | R&B13 (14 Wo.)R&B | Dance26 (6 Wo.)Dance | Erstveröffentlichung: 10. November 1986  |
| 1987 | Stay Out of My Life Silk & Steel              | — | — | UK9 (8 Wo.)UK | — | — | — | Erstveröffentlichung: 26. Januar 1987    |
| 1987 | Are You Man Enough? Silk & Steel              | — | — | — | — | R&B15 (12 Wo.)R&B | — | Erstveröffentlichung: April 1987         |
| 1987 | The Slightest Touch Silk & Steel              | — | — | UK4 (9 Wo.)UK | — | — | — | Erstveröffentlichung: 6. April 1987      |
| 1987 | Whenever You’re Ready Between the Lines       | — | CH23 (4 Wo.)CH | UK11 (6 Wo.)UK | — | R&B39 (11 Wo.)R&B | — | Erstveröffentlichung: 10. August 1987    |
| 1987 | Strong as Steel Between the Lines             | — | — | UK16 (7 Wo.)UK | — | — | — | Erstveröffentlichung: 28. September 1987 |
| 1987 | Somewhere Somebody Between the Lines          | — | — | UK23 (6 Wo.)UK | — | — | — | Erstveröffentlichung: 24. November 1987  |
| 1988 | Another Weekend Rock the World                | — | — | UK18 (4 Wo.)UK | — | R&B23 (10 Wo.)R&B | — | Erstveröffentlichung: 23. Mai 1988       |
| 1988 | Rock My World Rock the World                  | — | — | UK28 (4 Wo.)UK | — | — | — | Erstveröffentlichung: 25. Juli 1988      |
| 1988 | There’s a Brand New World Rock the World      | — | — | UK61 (2 Wo.)UK | — | — | — | Erstveröffentlichung: 5. September 1988  |
| 1988 | Someone’s in Love Rock the World              | — | — | — | — | R&B36 (9 Wo.)R&B | — | Erstveröffentlichung: September 1988     |
| 1988 | Let Me Be Yours Rock the World                | — | — | UK51 (3 Wo.)UK | — | — | — | Erstveröffentlichung: 7. November 1988   |
| 1989 | With Every Heartbeat Rock the World (Reissue) | — | — | UK49 (2 Wo.)UK | — | — | — | Erstveröffentlichung: 27. März 1989      |
| 1990 | Treat Me Like a Lady Five Star                | — | — | UK54 (2 Wo.)UK | — | — | — | Erstveröffentlichung: 26. Februar 1990   |
| 1990 | Hot Love Five Star                            | — | — | UK68 (1 Wo.)UK | — | — | — | Erstveröffentlichung: 25. Juni 1990      |
| 2001 | Funktafied Eclipse                            | — | — | — | — | R&B99 (1 Wo.)R&B | — | Erstveröffentlichung: Mai 2001           |

Weitere Singles
- 1983: Problematic (VÖ: Oktober)
- 1984: Hide and Seek (VÖ: April)
- 1984: Crazy (VÖ: Oktober)
- 1987: Crunchie Tour ’86 (EP)
- 1991: Shine (VÖ: Oktober)
- 1995: I Give You Give
- 1995: (I Love You) For Sentimental Reasons

### Videoalben
- 1985: Luxury of Life Video Selection (VHS)
- 1986: If I Say Yes (VHS)
- 1987: Silk & Steel (VHS)
- 1987: Between the Lines (Live at Wembley – Children of the Night Tour 1987) (VHS)
- 2007: Performance (DVD)